# Матч всех звёзд НХЛ 2017
62-й матч всех звёзд Национальной хоккейной лиги состоялся 29 января 2017 года, в городе Лос-Анджелесе, штат Калифорния, на домашней арене клуба «Лос-Анджелес Кингз», «Стэйплс-центре». Этот матч звёзд стал третьим проводимым в Лос-Анджелесе и вторым на арене «Стэйплс-центр». Победителем матча стала команда Столичного дивизиона, а самым ценным игроком был признан нападающий «Филадельфии Флайерз» Уэйн Симмондс.

## Формат
Матч звёзд проходит в формате мини-турнира 3 на 3. На полуфинальной стадии между собой встречаются сборные звёзд Центрального и Тихоокеанского дивизионов, а также Столичного и Атлантического. Победители каждого матча встречаются в финале для определения победителя турнира. Продолжительность каждого матча 20 минут. По истечении 10 минут каждого матча, команды меняются воротами. При ничейном счёте после 20 минут победитель определяется в серии буллитов.

## Определение составов
Голосование болельщиков за капитанов каждого дивизиона стартовало 2 декабря 2016 года и продлилось до 2 января 2017. Перед этим лига запретила голосовать за травмированных или находящихся в фарм-клубах игроков, чтобы избежать повторения прошлогодней ситуации с Джоном Скоттом.
Победителями голосования стали: Кэри Прайс (Атлантический дивизион), Сидни Кросби (Столичный дивизион), Пи-Кей Суббан (Центральный дивизион), Коннор Макдэвид (Тихоокеанский дивизион). Полные составы игроков и тренеров были объявлены 10 января 2017 года.

### Восточная конференция
| Атлантический дивизион | Атлантический дивизион    | Атлантический дивизион | Атлантический дивизион |
| ---------------------- | ------------------------- | ---------------------- | ---------------------- |
| Вратари                |                           |                        |                        |
| Номер                  | Страна                    | Имя                    | Клуб                   |
| 31                     | Канада                    | Кэри Прайс —           | Монреаль Канадиенс     |
| 40                     | Финляндия                 | Туукка Раск            | Бостон Брюинз          |
| Защитники              |                           |                        |                        |
| Номер                  | Страна                    | Имя                    | Клуб                   |
| 6                      | Канада                    | Ши Уэбер               | Монреаль Канадиенс     |
| 65                     | Швеция                    | Эрик Карлссон          | Оттава Сенаторз        |
| 77                     | Швеция                    | Виктор Хедман          | Тампа-Бэй Лайтнинг     |
| Нападающие             |                           |                        |                        |
| Номер                  | Страна                    | Имя                    | Клуб                   |
| 21                     | Соединённые Штаты Америки | Кайл Окпосо            | Баффало Сейбрз         |
| 21                     | Соединённые Штаты Америки | Винсент Трочек         | Флорида Пантерз        |
| 34                     | Соединённые Штаты Америки | Остон Мэттьюс          | Торонто Мейпл Лифс     |
| 51                     | Дания                     | Франс Нильсен          | Детройт Ред Уингз      |
| 63                     | Канада                    | Брэд Маршан            | Бостон Брюинз          |
| 86                     | Россия                    | Никита Кучеров         | Тампа-Бэй Лайтнинг     |

| Столичный дивизион | Столичный дивизион        | Столичный дивизион | Столичный дивизион   |
| ------------------ | ------------------------- | ------------------ | -------------------- |
| Вратари            |                           |                    |                      |
| Номер              | Страна                    | Имя                | Клуб                 |
| 70                 | Канада                    | Брэйден Холтби     | Вашингтон Кэпиталз   |
| 72                 | Россия                    | Сергей Бобровский  | Коламбус Блю Джекетс |
| Защитники          |                           |                    |                      |
| Номер              | Страна                    | Имя                | Клуб                 |
| 3                  | Соединённые Штаты Америки | Сет Джонс          | Коламбус Блю Джекетс |
| 27                 | Соединённые Штаты Америки | Райан Макдона      | Нью-Йорк Рейнджерс   |
| 27                 | Соединённые Штаты Америки | Джастин Фолк       | Каролина Харрикейнз  |
| Нападающие         |                           |                    |                      |
| Номер              | Страна                    | Имя                | Клуб                 |
| 8                  | Россия                    | Александр Овечкин  | Вашингтон Кэпиталз   |
| 9                  | Канада                    | Тэйлор Холл        | Нью-Джерси Девилз    |
| 13                 | Соединённые Штаты Америки | Кэм Аткинсон       | Коламбус Блю Джекетс |
| 17                 | Канада                    | Уэйн Симмондс      | Филадельфия Флайерз  |
| 87                 | Канада                    | Сидни Кросби —     | Питтсбург Пингвинз   |
| 91                 | Канада                    | Джон Таварес       | Нью-Йорк Айлендерс   |

### Западная конференция
| Центральный дивизион | Центральный дивизион      | Центральный дивизион | Центральный дивизион |
| -------------------- | ------------------------- | -------------------- | -------------------- |
| Вратари              |                           |                      |                      |
| Номер                | Страна                    | Имя                  | Клуб                 |
| 40                   | Канада                    | Деван Дубник         | Миннесота Уайлд      |
| 50                   | Канада                    | Кори Кроуфорд        | Чикаго Блэкхокс      |
| Защитники            |                           |                      |                      |
| Номер                | Страна                    | Имя                  | Клуб                 |
| 2                    | Канада                    | Данкан Кит           | Чикаго Блэкхокс      |
| 20                   | Соединённые Штаты Америки | Райан Сутер          | Миннесота Уайлд      |
| 76                   | Канада                    | Пи-Кей Суббан —      | Нэшвилл Предаторз    |
| Нападающие           |                           |                      |                      |
| Номер                | Страна                    | Имя                  | Клуб                 |
| 19                   | Канада                    | Джонатан Тэйвз       | Чикаго Блэкхокс      |
| 27                   | Канада                    | Натан Маккиннон      | Колорадо Эвеланш     |
| 29                   | Финляндия                 | Патрик Лайне         | Виннипег Джетс       |
| 88                   | Соединённые Штаты Америки | Патрик Кейн          | Чикаго Блэкхокс      |
| 91                   | Канада                    | Тайлер Сегин         | Даллас Старз         |
| 91                   | Россия                    | Владимир Тарасенко   | Сент-Луис Блюз       |

| Тихоокеанский дивизион | Тихоокеанский дивизион    | Тихоокеанский дивизион | Тихоокеанский дивизион |
| ---------------------- | ------------------------- | ---------------------- | ---------------------- |
| Вратари                |                           |                        |                        |
| Номер                  | Страна                    | Имя                    | Клуб                   |
| 31                     | Канада                    | Мартин Джонс           | Сан-Хосе Шаркс         |
| 41                     | Канада                    | Майк Смит              | Аризона Койотис        |
| Защитники              |                           |                        |                        |
| Номер                  | Страна                    | Имя                    | Клуб                   |
| 4                      | Соединённые Штаты Америки | Кэм Фаулер             | Анахайм Дакс           |
| 8                      | Канада                    | Дрю Даути              | Лос-Анджелес Кингз     |
| 88                     | Канада                    | Брент Бёрнс            | Сан-Хосе Шаркс         |
| Нападающие             |                           |                        |                        |
| Номер                  | Страна                    | Имя                    | Клуб                   |
| 8                      | Соединённые Штаты Америки | Джо Павелски           | Сан-Хосе Шаркс         |
| 13                     | Соединённые Штаты Америки | Джонни Годро           | Калгари Флэймз         |
| 17                     | Соединённые Штаты Америки | Райан Кеслер           | Анахайм Дакс           |
| 53                     | Канада                    | Бо Хорват              | Ванкувер Кэнакс        |
| 77                     | Канада                    | Джефф Картер           | Лос-Анджелес Кингз     |
| 97                     | Канада                    | Коннор Макдэвид —      | Эдмонтон Ойлерз        |

## Конкурсы «Суперскиллз»
28 января состоялись конкурсы мастерства. В 2017 году конкурсы проводились между дивизионами, а не между конференциями как это было раньше. Также решено было не проводить конкурс на самое зрелищное исполнение буллита, ему на смену пришёл конкурс «Испытание четырьмя линиями». Команда победившая в «Суперскиллз» получает право выбора соперника в полуфинале матча звёзд.

### Эстафета хоккейных навыков
Эстафета мастерства состоит из пяти элементов. Броски в одно касание с трёх разных точек, точность паса, контроль шайбы, владение клюшкой и голы вратарей. Необходимо за наименьшее время выполнить все элементы. Победитель каждой пары, получает 1 очко, команда показавшая наилучшее время из всех получает бонусное очко.
| Центральный дивизион | Время (мин.) | Время (мин.) | Тихоокеанский дивизион |
| --- | ------------ | ------------ | --- |
| Данкан Кит (ван-таймер) Райан Сутер (ван-таймер) Владимир Тарасенко (ван-таймер) Джонатан Тэйвз (точность паса) Тайлер Сегин (контроль шайбы) Патрик Кейн (владение клюшкой) Деван Дубник (вратарь) | 1:44.03      | 2:03.12      | Джо Павелски (ван-таймер) Райан Кеслер (ван-таймер) Джефф Картер (ван-таймер) Дрю Даути (точность паса) Кэм Фаулер (контроль шайбы) Джонни Годро (владение клюшкой) Майк Смит (вратарь)              |
| Атлантический дивизион | Время (мин.) | Время (мин.) | Столичный дивизион |
| Эрик Карлссон (ван-таймер) Винсент Трочек (ван-таймер) Кайл Окпосо (ван-таймер) Франс Нильсен (точность паса) Брэд Маршан (контроль шайбы) Остон Мэттьюс (владение клюшкой) Кэри Прайс (вратарь)    | 1:39.69      | 1:21.70      | Сет Джонс (ван-таймер) Александр Овечкин (ван-таймер) Уэйн Симмондс (ван-таймер) Джон Таварес (точность паса) Джастин Фолк (контроль шайбы) Сидни Кросби (владение клюшкой) Брэйден Холтби (вратарь) |
| Счёт: Столичный — 2, Центральный — 1, Атлантический — 0, Тихоокеанский — 0 |              |              | |

### Конкурс «Испытание четырьмя линиями»
По одному игроку от каждой команды на четырёх позициях, ближняя синяя линия, центральная линия, дальняя синяя линия и дальняя линия ворот. С этих позиций необходимо поразить ворота. Каждый игрок имеет право на два броска. На последнем этапе есть возможность заменить полевого игрока на вратаря. Каждое попадание от ближней синей линии приносит по 1 очку, каждое попадание от центральной линии в нижние углы ворот приносит по 1 очку, в верхние углы — по 3, каждое попадание от дальней синей линии в нижние углы и в «домик»  приносит по 1 очку, попадание в верхние углы — по 5, каждое попадание полевым игроком от дальней линии ворот в «домик» приносит по 10 очков, а голкипером — по 20.
| Линия | Столичный                | Центральный                                       | Атлантический                           | Тихоокеанский                            |
| --- | ------------------------ | ------------------------------------------------- | --------------------------------------- | ---------------------------------------- |
| Ближняя синяя | Райан Макдона — 0 (0/2)  | Райан Сутер — 1 (1/2)                             | Никита Кучеров — 0 (0/2)                | Джо Павелски — 0 (0/2)                   |
| Центральная | Уэйн Симмондс — 1 (1/2)  | Тайлер Сегин — 0 (0/2)                            | Эрик Карлссон — 0 (0/2)                 | Брент Бёрнс — 3 (1/2)                    |
| Дальняя синяя | Тэйлор Холл — 0 (0/2)    | Пи-Кей Суббан — 0 (0/2)                           | Брэд Маршан — 0 (0/2)                   | Райан Кеслер — 0 (0/2)                   |
| Дальняя линия ворот | Брэйден Холтби — 0 (0/2) | Натан Маккиннон — 0 (0/1) Кори Кроуфорд — 0 (0/1) | Ши Уэбер — 0 (0/1) Кэри Прайс — 0 (0/1) | Бо Хорват — 0 (0/1) Майк Смит — 20 (1/1) |
| Счёт конкурса: Тихоокеанский — 1, Атлантический — 0, Столичный — 0, Центральный — 0 Общий счёт: Столичный — 2, Центральный — 1, Тихоокеанский — 1, Атлантический — 0 |                          |                                                   |                                         |                                          |

### Конкурс на точность бросков
Необходимо поразить 4 мишени за наименьшее время. Один балл команде за победу в каждой паре и дополнительный балл за абсолютно лучшее время. Если игрок сможет побить рекорд Даниэля Седина 7.3 секунды, то команда получает ещё один бонусный балл.
| Атлантический дивизион | Время (сек.) | Время (сек.) | Столичный дивизион     |
| --- | ------------ | ------------ | ---------------------- |
| Кайл Окпосо | 15.97        | 26.81        | Джон Таварес           |
| Остон Мэттьюс | 12.28        | 10.73        | Сидни Кросби           |
| Центральный дивизион | Время (сек.) | Время (сек.) | Тихоокеанский дивизион |
| Патрик Лайне | 21.82        | 15.64        | Коннор Макдэвид        |
| Патрик Кейн | 18.95        | 17.66        | Джефф Картер           |
| Счёт конкурса: Столичный — 2, Тихоокеанский — 2, Атлантический — 1, Центральный — 0 Общий счёт: Столичный — 4, Тихоокеанский — 3, Центральный — 1, Атлантический — 1 |              |              |                        |

### Конкурс на самое быстрое катание
По два игрока от каждой команды. Забеги производятся по парам, по малому кругу. Команда получает один балл за победу в каждом из забегов. Также еще дополнительный балл получает команда, чей игрок показал абсолютно лучшее время. Победитель конкурса получает возможность побить рекорд Дилана Ларкина 13,172 сек., в случае успеха команда получит ещё одно бонусное очко.
| Атлантический дивизион | Время (сек.) | Время (сек.) | Столичный дивизион     |
| --- | ------------ | ------------ | ---------------------- |
| Никита Кучеров | 13.16        | 13.33        | Кэм Аткинсон           |
| Винсент Трочек | 13.32        | 13.65        | Уэйн Симмондс          |
| Центральный дивизион | Время (сек.) | Время (сек.) | Тихоокеанский дивизион |
| Патрик Лайне | 13.42        | 13.43        | Бо Хорват              |
| Натан Маккинон | 13.62        | 13.02        | Коннор Макдэвид        |
| Счёт конкурса: Тихоокеанский — 2, Атлантический — 2, Центральный — 1, Столичный — 0 Общий счёт: Тихоокеанский — 5, Столичный — 4, Атлантический — 3, Центральный — 2 |              |              |                        |

### Конкурс на самый сильный бросок
Каждому игроку даётся по две попытки. Один балл команде за победу в каждой паре и дополнительный балл за абсолютно лучший результат. Если игрок сможет побить рекорд Здено Хары 108.8 миль/час, то команда получает ещё один бонусный балл.
| Атлантический дивизион | Скорость (миль/час) | Скорость (миль/час) | Столичный дивизион     |
| --- | ------------------- | ------------------- | ---------------------- |
| Виктор Хедман | 0 94.2              | 96.3 98.1           | Сет Джонс              |
| Ши Уэбер | 102.8 99.4          | 0 97.8              | Александр Овечкин      |
| Центральный дивизион | Скорость (миль/час) | Скорость (миль/час) | Тихоокеанский дивизион |
| Патрик Лайне | 101.7 101.5         | 96.1 97.7           | Брент Бёрнс            |
| Натан Маккиннон | 92.3 89.9           | 94.6 92.7           | Дрю Даути              |
| Счёт конкурса: Атлантический — 2, Столичный — 1, Центральный — 1, Тихоокеанский — 1 Общий счёт: Тихоокеанский — 6, Атлантический — 5, Столичный — 5, Центральный — 3 |                     |                     |                        |

### Конкурс буллитов
В конкурсе буллитов участвуют две команды набравшие наибольшее количество очков по итогам предыдущих пяти конкурсов. От каждой команды по девять полевых игроков и по два голкипера. Также каждая команда заявляет по одному игроку из команды своей конференции не попавшей в финальный конкурс, которые будут пропивать буллиты бонусной шайбой. За каждый забитый гол начисляется один балл, за забитую бонусную шайбу — 2. После пяти пробитых буллитов происходит смена вратаря. Победитель конкурса становится победителем всего «Суперскиллз».
| Атлантический дивизион                                                                | Вратарь соперника | Тихоокеанский дивизион                                                              | Вратарь соперника |
| ------------------------------------------------------------------------------------- | ----------------- | ----------------------------------------------------------------------------------- | ----------------- |
| Брэд Маршан () Никита Кучеров () Виктор Хедман () Ши Уэбер () Франс Нильсен ()        | Майк Смит         | Дрю Даути () Джо Павелски () Бо Хорват () Кэм Фаулер () Райан Кеслер ()             | Кэри Прайс        |
| Эрик Карлссон () Кайл Окпосо () Сидни Кросби () х2 Винсент Трочек () Остон Мэттьюс () | Мартин Джонс      | Коннор Макдэвид () Джонни Годро () Патрик Кейн () х2 Брент Бёрнс () Джефф Картер () | Туукка Раск       |
| Итог: 4-1 в пользу Атлантического дивизиона                                           |                   |                                                                                     |                   |

Результаты по данным: NHL.com

## Сетка
|  | Полуфинал              | Полуфинал              | Полуфинал              | Полуфинал              | Полуфинал              | Полуфинал              | Полуфинал              | Полуфинал              | Полуфинал              | Полуфинал |                        |                        | Финал                  | Финал                  | Финал                  | Финал                  | Финал                  | Финал                  | Финал                  | Финал              | Финал              | Финал |
|  |                        |                        |                        |                        |                        |                        |                        |                        |                        |           |                        |                        |                        |                        |                        |                        |                        |                        |                        |                    |                    |       |
|  | Тихоокеанский дивизион | Тихоокеанский дивизион | Тихоокеанский дивизион | Тихоокеанский дивизион | Тихоокеанский дивизион | Тихоокеанский дивизион | Тихоокеанский дивизион | Тихоокеанский дивизион | Тихоокеанский дивизион | 10        |                        |                        |                        |                        |                        |                        |                        |                        |                        |                    |                    |       |
|  | Тихоокеанский дивизион | Тихоокеанский дивизион | Тихоокеанский дивизион | Тихоокеанский дивизион | Тихоокеанский дивизион | Тихоокеанский дивизион | Тихоокеанский дивизион | Тихоокеанский дивизион | Тихоокеанский дивизион | 10        |                        |                        |                        |                        |                        |                        |                        |                        |                        |                    |                    |       |
|  | Центральный дивизион   | Центральный дивизион   | Центральный дивизион   | Центральный дивизион   | Центральный дивизион   | Центральный дивизион   | Центральный дивизион   | Центральный дивизион   | Центральный дивизион   | 3         |                        |                        |                        |                        |                        |                        |                        |                        |                        |                    |                    |       |
|  |                        |                        |                        |                        |                        |                        |                        |                        |                        |           | Тихоокеанский дивизион | Тихоокеанский дивизион | Тихоокеанский дивизион | Тихоокеанский дивизион | Тихоокеанский дивизион | Тихоокеанский дивизион | Тихоокеанский дивизион | Тихоокеанский дивизион | Тихоокеанский дивизион | 3                  |                    |       |
|  |                        |                        |                        |                        |                        |                        |                        |                        |                        |           | Тихоокеанский дивизион | Тихоокеанский дивизион | Тихоокеанский дивизион | Тихоокеанский дивизион | Тихоокеанский дивизион | Тихоокеанский дивизион | Тихоокеанский дивизион | Тихоокеанский дивизион | Тихоокеанский дивизион | 3                  |                    |       |
|  |                        |                        |                        |                        |                        |                        |                        |                        |                        |           |                        |                        | Столичный дивизион     | Столичный дивизион     | Столичный дивизион     | Столичный дивизион     | Столичный дивизион     | Столичный дивизион     | Столичный дивизион     | Столичный дивизион | Столичный дивизион | 4     |
|  | Атлантический дивизион | Атлантический дивизион | Атлантический дивизион | Атлантический дивизион | Атлантический дивизион | Атлантический дивизион | Атлантический дивизион | Атлантический дивизион | Атлантический дивизион | 6         |                        |                        | Столичный дивизион     | Столичный дивизион     | Столичный дивизион     | Столичный дивизион     | Столичный дивизион     | Столичный дивизион     | Столичный дивизион     | Столичный дивизион | Столичный дивизион | 4     |
|  | Атлантический дивизион | Атлантический дивизион | Атлантический дивизион | Атлантический дивизион | Атлантический дивизион | Атлантический дивизион | Атлантический дивизион | Атлантический дивизион | Атлантический дивизион | 6         |                        |                        |                        |                        |                        |                        |                        |                        |                        |                    |                    |       |
|  | Столичный дивизион     | Столичный дивизион     | Столичный дивизион     | Столичный дивизион     | Столичный дивизион     | Столичный дивизион     | Столичный дивизион     | Столичный дивизион     | Столичный дивизион     | 10        |                        |                        |                        |                        |                        |                        |                        |                        |                        |                    |                    |       |
|  | Столичный дивизион     | Столичный дивизион     | Столичный дивизион     | Столичный дивизион     | Столичный дивизион     | Столичный дивизион     | Столичный дивизион     | Столичный дивизион     | Столичный дивизион     | 10        |                        |                        |                        |                        |                        |                        |                        |                        |                        |                    |                    |       |
|  |                        |                        |                        |                        |                        |                        |                        |                        |                        |           |                        |                        |                        |                        |                        |                        |                        |                        |                        |                    |                    |       |

## Матчи
Тихоокеанское время (UTC−8:00).

### Полуфинал
| 29 января 2017 13:06 | Тихоокеанский дивизион | 10 : 3 (5:1, 5:2) | Центральный дивизион | Стэйплс-центр, Лос-Анджелес Зрителей: 18 665 |

| Отчёт | Отчёт                                                                          | Отчёт                                                                                         | Отчёт                                                  | Отчёт                                                                       |
| --- | ------------------------------------------------------------------------------ | --------------------------------------------------------------------------------------------- | ------------------------------------------------------ | --------------------------------------------------------------------------- |
| |                                                                                |                                                                                               |                                                        |                                                                             |
| | Майк Смит — 00:00-10:00 Мартин Джонс — 10:00-20:00                             | Вратари                                                                                       | 00:00-10:00 — Кори Кроуфорд 10:00-20:00 — Деван Дубник | Судьи: Келли Сазерленд Майк Легго Линейные судьи: Давид Брисбуа Стив Бартон |
| | Голы:                                                                          |                                                                                               |                                                        | Судьи: Келли Сазерленд Майк Легго Линейные судьи: Давид Брисбуа Стив Бартон |
| Кэм Фаулер — 02:57 (Дж. Годро, Б. Хорват) Джефф Картер — 03:39 (Д. Даути) Коннор Макдэвид — 07:13 (Р. Кеслер) Брент Бёрнс — 08:00 (К. Макдэвид) Дрю Даути — 09:49 (Дж. Павелски, Дж. Картер) Джонни Годро — 12:33 (Б. Хорват, К. Фаулер) Джо Павелски — 14:15 (Дж. Картер, Д. Даути) Райан Кеслер — 15:43 (Б. Бёрнс, К. Макдэвид) Бо Хорват — 16:29 (К. Фаулер) Джонни Годро — 16:42 (К. Фаулер, М. Джонс) | 1 : 0 2 : 0 2 : 1 3 : 1 4 : 1 5 : 1 5 : 2 6 : 2 7 : 2 7 : 3 8 : 3 9 : 3 10 : 3 | 07:07 — Джонатан Тэйвз 12:14 — Пи-Кей Суббан (Т. Сегин) 14:39 — Владимир Тарасенко (Т. Сегин) |                                                        | Судьи: Келли Сазерленд Майк Легго Линейные судьи: Давид Брисбуа Стив Бартон |
| |                                                                                |                                                                                               |                                                        | Судьи: Келли Сазерленд Майк Легго Линейные судьи: Давид Брисбуа Стив Бартон |
| |                                                                                |                                                                                               |                                                        | Судьи: Келли Сазерленд Майк Легго Линейные судьи: Давид Брисбуа Стив Бартон |
| |                                                                                |                                                                                               |                                                        | Судьи: Келли Сазерленд Майк Легго Линейные судьи: Давид Брисбуа Стив Бартон |
| 0 мин | Штраф                                                                          | 0 мин                                                                                         |                                                        | Судьи: Келли Сазерленд Майк Легго Линейные судьи: Давид Брисбуа Стив Бартон |
| |                                                                                |                                                                                               |                                                        |                                                                             |
| | 22                                                                             | Броски                                                                                        | 12                                                     |                                                                             |

| 29 января 2017 14:05 | Атлантический дивизион | 6 : 10 (3:3, 3:7) | Столичный дивизион | Стэйплс-центр, Лос-Анджелес Зрителей: 18 665 |

| Отчёт | Отчёт                                                                                      | Отчёт | Отчёт                                                        | Отчёт                                                                       |
| --- | ------------------------------------------------------------------------------------------ | --- | ------------------------------------------------------------ | --------------------------------------------------------------------------- |
| |                                                                                            | |                                                              |                                                                             |
| | Кэри Прайс — 00:00-10:00 Туукка Раск — 10:00-20:00                                         | Вратари | 00:00-10:00 — Сергей Бобровский 10:00-20:00 — Брэйден Холтби | Судьи: Келли Сазерленд Майк Легго Линейные судьи: Давид Брисбуа Стив Бартон |
| | Голы:                                                                                      | |                                                              | Судьи: Келли Сазерленд Майк Легго Линейные судьи: Давид Брисбуа Стив Бартон |
| Никита Кучеров — 04:06 (В. Трочек, В. Хедман) Виктор Хедман — 06:30 (Н. Кучеров, В. Трочек) Эрик Карлссон — 07:13 (К. Окпосо) Остон Мэттьюс — 10:50 (Б. Маршан, Ш. Уэбер) Никита Кучеров — 13:15 (В. Трочек) Винсент Трочек — 18:54 (Н. Кучеров) | 0 : 1 : 1 1 : 2 : 2 3 : 2 3 : 3 4 : 3 4 : 4 : 5 4 : 6 5 : 6 5 : 7 5 : 8 5 : 9 6 : 9 6 : 10 | 02:12 — Уэйн Симмондс 04:49 — Уэйн Симмондс 08:45 — Джон Таварес (К. Аткинсон) 11:31 — Джон Таварес (К. Аткинсон, Дж. Фолк) 11:45 — Сет Джонс (Т. Холл) 11:50 — Тэйлор Холл 16:26 — Сидни Кросби (Дж. Фолк, А. Овечкин) 16:35 — Кэм Аткинсон (Дж. Таварес) 17:45 — Кэм Аткинсон (п.в.) (Дж. Таварес) 19:59 — Александр Овечкин (С. Кросби, Дж. Фолк) |                                                              | Судьи: Келли Сазерленд Майк Легго Линейные судьи: Давид Брисбуа Стив Бартон |
| |                                                                                            | |                                                              | Судьи: Келли Сазерленд Майк Легго Линейные судьи: Давид Брисбуа Стив Бартон |
| |                                                                                            | |                                                              | Судьи: Келли Сазерленд Майк Легго Линейные судьи: Давид Брисбуа Стив Бартон |
| |                                                                                            | |                                                              | Судьи: Келли Сазерленд Майк Легго Линейные судьи: Давид Брисбуа Стив Бартон |
| 0 мин | Штраф                                                                                      | 0 мин |                                                              | Судьи: Келли Сазерленд Майк Легго Линейные судьи: Давид Брисбуа Стив Бартон |
| |                                                                                            | |                                                              |                                                                             |
| | 25                                                                                         | Броски | 21                                                           |                                                                             |

### Финал
| 29 января 2017 15:12 | Тихоокеанский дивизион | 3 : 4 (3:2, 0:2) | Столичный дивизион | Стэйплс-центр, Лос-Анджелес Зрителей: 18 665 |

| Отчёт | Отчёт                                              | Отчёт | Отчёт                                                        | Отчёт                                                                       |
| --- | -------------------------------------------------- | --- | ------------------------------------------------------------ | --------------------------------------------------------------------------- |
| |                                                    | |                                                              |                                                                             |
| | Мартин Джонс — 00:00-10:00 Майк Смит — 10:00-20:00 | Вратари | 00:00-10:00 — Сергей Бобровский 10:00-20:00 — Брэйден Холтби | Судьи: Келли Сазерленд Майк Легго Линейные судьи: Давид Брисбуа Стив Бартон |
| | Голы:                                              | |                                                              | Судьи: Келли Сазерленд Майк Легго Линейные судьи: Давид Брисбуа Стив Бартон |
| Джо Павелски — 00:22 (Д. Даути, Дж. Картер) Коннор Макдэвид — 04:40 (Р. Кеслер) Бо Хорват — 07:52 (Дж. Годро) | 1 : 0 1 : 1 : 2 : 2 3 : 2 3 : 3 : 4                | 01:25 — Сет Джонс (Т. Холл, Дж. Фолк) 04:09 — Джастин Фолк (Дж. Таварес) 14:57 — Кэм Аткинсон 15:02 — Уэйн Симмондс (Т. Холл) |                                                              | Судьи: Келли Сазерленд Майк Легго Линейные судьи: Давид Брисбуа Стив Бартон |
| |                                                    | |                                                              | Судьи: Келли Сазерленд Майк Легго Линейные судьи: Давид Брисбуа Стив Бартон |
| |                                                    | |                                                              | Судьи: Келли Сазерленд Майк Легго Линейные судьи: Давид Брисбуа Стив Бартон |
| |                                                    | |                                                              | Судьи: Келли Сазерленд Майк Легго Линейные судьи: Давид Брисбуа Стив Бартон |
| 0 мин | Штраф                                              | 0 мин |                                                              | Судьи: Келли Сазерленд Майк Легго Линейные судьи: Давид Брисбуа Стив Бартон |
| |                                                    | |                                                              |                                                                             |
| | 17                                                 | Броски | 18                                                           |                                                                             |

### Комментарии
1. ↑  Заменил травмированного Евгения Малкина
2. ↑  Заменил отказавшегося от участия Джона Тортореллу
3. ↑  под «домиком» подразумевается щель в воротах между щитками голкипера
4. ↑  Забег проводится по периметру площадки.
5. ↑  Буллит пробивал сын Райана Кеслера